# Шамрок (тауншип, Миннесота)
Шамрок (англ. Shamrock) — тауншип в округе Эйткин, Миннесота, США. На 2000 год его население составило 1172 человека.

## География
По данным Бюро переписи населения США площадь тауншипа составляет 92,2 км², из которых 63,5 км² занимает суша, а 28,8 км² — вода (31,21 %).

## Демография
По данным переписи населения 2000 года здесь находились 1172 человека, 557 домохозяйств и 365 семей.  Плотность населения —  18,5 чел./км².  На территории тауншипа расположена 2061 постройка со средней плотностью 32,5 построек на один квадратный километр. Расовый состав населения: 93,52 % белых, 0,17 % афроамериканцев, 5,63 % коренных американцев, 0,09 % азиатов, 0,09 % — других рас США и 0,51 % приходится на две или более других рас. Испанцы или латиноамериканцы любой расы составляли 0,43 % от популяции тауншипа.
Из 557 домохозяйств в 16,2 % воспитывались дети до 18 лет, в 58,5 % проживали супружеские пары, в 5,7 % проживали незамужние женщины и в 34,3 % домохозяйств проживали несемейные люди. 29,1 % домохозяйств состояли из одного человека, при том 14,5 % из — одиноких пожилых людей старше 65 лет. Средний размер домохозяйства — 2,10, а семьи — 2,54 человека.
16,4 % населения — младше 18 лет, 4,2 % — в возрасте от 18 до 24 лет, 17,4 % — от 25 до 44, 31,3 % — от 45 до 64, и 30,7 % — старше 65 лет. Средний возраст — 54 года. На каждые 100 женщин приходилось 107,4 мужчин.  На каждые 100 женщин старше 18 приходилось 103,7 мужчин.
Средний годовой доход домохозяйства составлял 29 688 долларов, а средний годовой доход семьи —  34 135 долларов. Средний доход мужчин —  40 893  доллара, в то время как у женщин — 22 614. Доход на душу населения составил 18 485 долларов. За чертой бедности находились 6,5 % семей и 11,6 % всего населения тауншипа, из которых 19,3 % младше 18 и 8,5 % старше 65 лет.